# Петрова Буда
Петро́ва Бу́да — село в Гордеевском районе Брянской области, административный центр Петровобудского сельского поселения. Расположено в 18 км к юго-западу от села Гордеевки. Население — 442 человека (2010).
В селе имеется отделение связи, сельская библиотека.

## История
Основано в середине XVIII века как владение Якова Тарновского (первоначальное название — Борковка); до 1781 года входило в Новоместскую сотню Стародубского полка (казачьего населения не имело).
В 1779 году П. В. Завадовским в 1 км от Борковки была основана деревня Петровка (Петрова слобода), куда перешло почти всё население Борковки. Позднее оба поселения, принадлежащие Завадовскому, слились воедино; объединённое село некоторое время носило оба названия. С 1782 по 1921 в Суражском уезде (с 1861 — центр Петровобудской волости); в 1921—1929 в Клинцовском уезде (до 1924 — волостной центр, затем в Ущерпской волости). С 1929 года в Гордеевском районе, а в период его временного расформирования — в Клинцовском (1963—1966), Красногорском (1967—1985) районе.